# Tom Danielson
Tom Danielson (ur. 13 marca 1978 w East Lyme) – amerykański kolarz szosowy, zawodnik profesjonalnej grupy Cannodale-Garmin.

## Najważniejsze osiągnięcia
- 2002
  - 1. miejsce w Tour of Qinghai Lake
    - 1. miejsce na 5. i 8. etapie
- 2003
  - 1. miejsce w Tour de Langkawi
  - 1. miejsce w Cascade Cycling Classic
  - 2. miejsce w Sea Otter Classic
  - 3. miejsce w Redlands Bicycle Classic
- 2005–2006
  - uzyskane wyniki zostały anulowane (doping)
- 2008
  - 5. miejsce w Tour of Missouri
- 2009
  - 3. miejsce w Vuelta a Burgos
    - 1. miejsce na 4. etapie

  - 9. miejsce w Tour of California
- 2010
  - 9. miejsce w Tour de Pologne
  - 9. miejsce w Clásica de San Sebastián
  - 9. miejsce w Vuelta a España
- 2011
  - 3. miejsce w Tour of California
  - 4. miejsce w USA Pro Cycling Challenge
  - 5. miejsce w Tour of Utah
  - 8. miejsce w Tour de France
  - 9. miejsce w Tour de Suisse
- 2012
  - 3. miejsce w Tour of California
  - 7. miejsce w Tour de Suisse
  - 1. miejsce na 3. etapie USA Pro Cycling Challenge
- 2013
  - 1. miejsce w Tour of Utah
  - 3. miejsce w USA Pro Cycling Challenge
  - 4. miejsce w Tour de Romandie
  - 10. miejsce w Volta a Catalunya
- 2014
  - 1. miejsce w Tour of Utah
    - 1. miejsce na 4. etapie

  - 2. miejsce w USA Pro Cycling Challenge
- 2015
  -  1. miejsce w klasyfikacji górskiej Volta Ciclista a Catalunya

## Starty w Wielkich Tourach
| Grand Tour | 2005 | 2006 | 2007 | 2008 | 2009 | 2010 | 2011 | 2012 | 2013 | 2014 | 2015 |
| ---------- | ---- | ---- | ---- | ---- | ---- | ---- | ---- | ---- | ---- | ---- | ---- |
| Giro       | DNF  | DNF  | –    | –    | 76.  | –    | –    | –    | 49.  | –    | DNF  |
| Tour       | –    | –    | –    | –    | –    | –    | 8.   | DNF  | 60.  | –    | –    |
| Vuelta     | 7.   | 6.   | DNF  | –    | DNF  | 8.   | –    | –    | –    | –    | –    |